# منتهی‌الآمال
از جمله تالیفات شیخ عباس قمی که در مورد تاریخ زندگی پیامبر اسلام و اهل بیت می‌باشد.